# Cornelia tribunicia
Cornelia tribunicia o Cornelia de tribunis va ser una llei de l'antiga Roma, que va instaurar Luci Corneli Sul·la cap a l'any 80 aC.
Aquesta llei disminuïa el poder dels tribuns de la plebs, segons expliquen Vel·lei Patèrcul, Apià i Juli Cèsar. A partir de la llei els tribuns del poble no podien ser elegits per a altres magistratures de l'estat. També van ser privats de la facultat de proposar noves lleis i van perdre el dret d'apel·lar al poble.